# چیولیکام (آریزونا)
چیولیکام (به انگلیسی: Chiulikam) یک منطقهٔ مسکونی در ایالات متحده آمریکا است که در آریزونا واقع شده‌است. چیولیکام  ۶۵۱ متر بالاتر از سطح دریا واقع شده‌است.